# 夢未来みかん

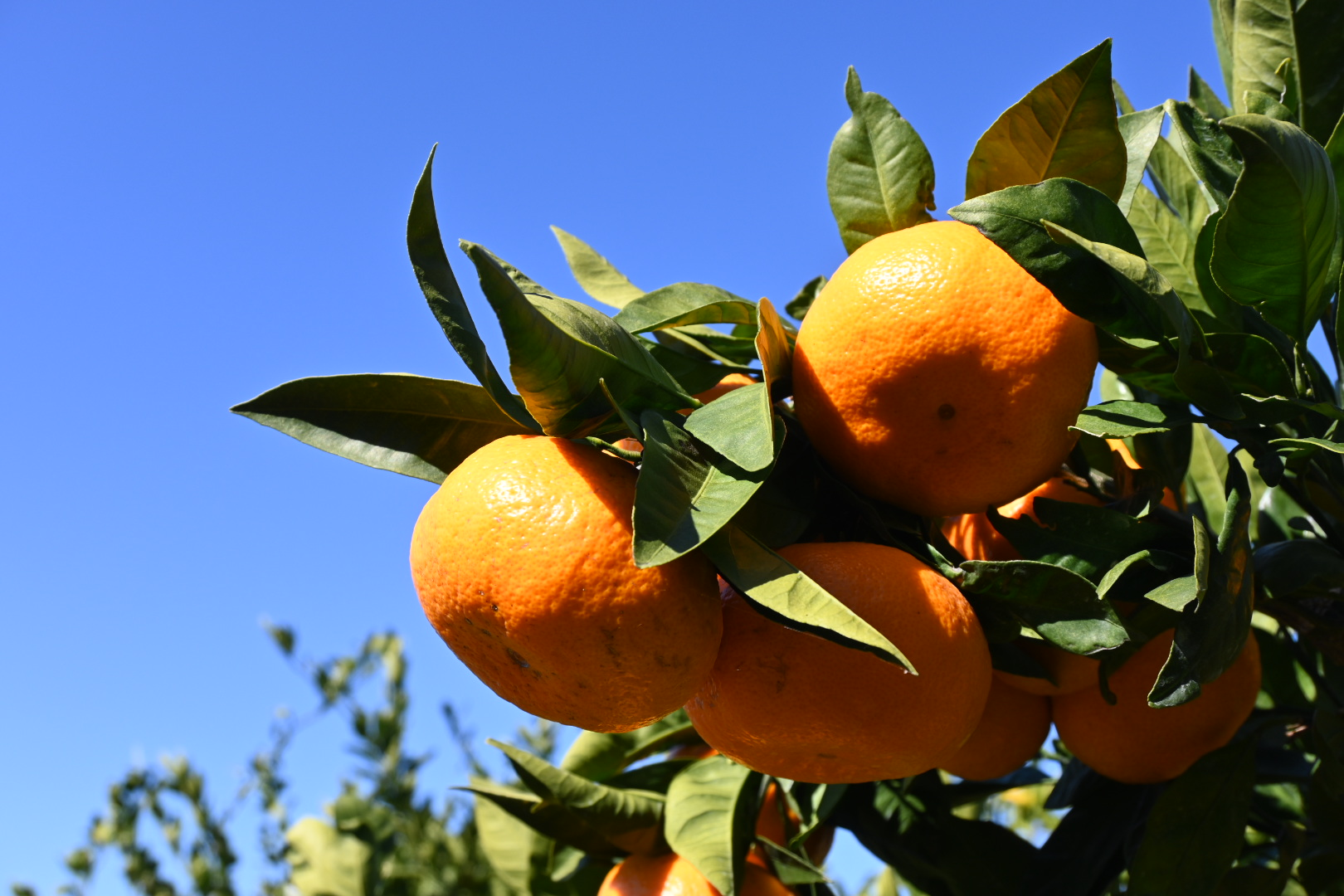
夢未来みかん

夢未来みかん (ゆめみらいみかん) は、熊本県熊本市の熊本市農業協同組合（JA熊本市）によって生産されるウンシュウミカンのブランド。

## 産地
熊本市の金峰山山麓で多く栽培されている。山麓には石垣による段々畑が築かれている。温暖な気候、有明海の反射光、石垣からの反射熱によって良質のみかんとなる。生産量の観点で九州最大のみかん産地であり、2018年度の出荷量（計画値）は露地栽培のウンシュウミカンの合計が2万5000トン。

## 歴史
江戸時代、紀州蜜柑は低地に恵まれない土地柄のせいか、山畑における蜜柑栽培に成功して、江戸に大進出を果たした。これを見た小蜜柑の本家の肥後藩では将軍家献上の高田蜜柑は規模拡大をせず遺していくものの、商品作物としての蜜柑栽培は元禄時代の直前である貞享のころから沿海・温暖な山畑地帯の河内・小天で行うことにしたのであった。そのとき、なぜ河内・小天が選ばれたのか、その推進に当たったのは誰であったのか、いまのところまだ分からない。おそらく、地元に柑橘栽培に先駆的に取り組んでいた先輩が当時いたに違いない。八〇年程経った宝暦年間河内町関係だけで三、七〇〇予本、更に百年ほど経った明治七年には小天六、〇〇〇俵(一俵一、〇〇〇個入り)、河内関係六、二〇〇余俵と成長していた。(河内町史編纂委員会 1987, p. 9)。。一帯には4か所に選果場があったが、2000年度（平成12年度）には品質向上の為に選果場が統合され、JA熊本市柑橘部会によって「夢未来みかん」という名称のブランドが作られた。より細かいブランドに「夢の恵」などがある。

## 柑橘選果場の整備

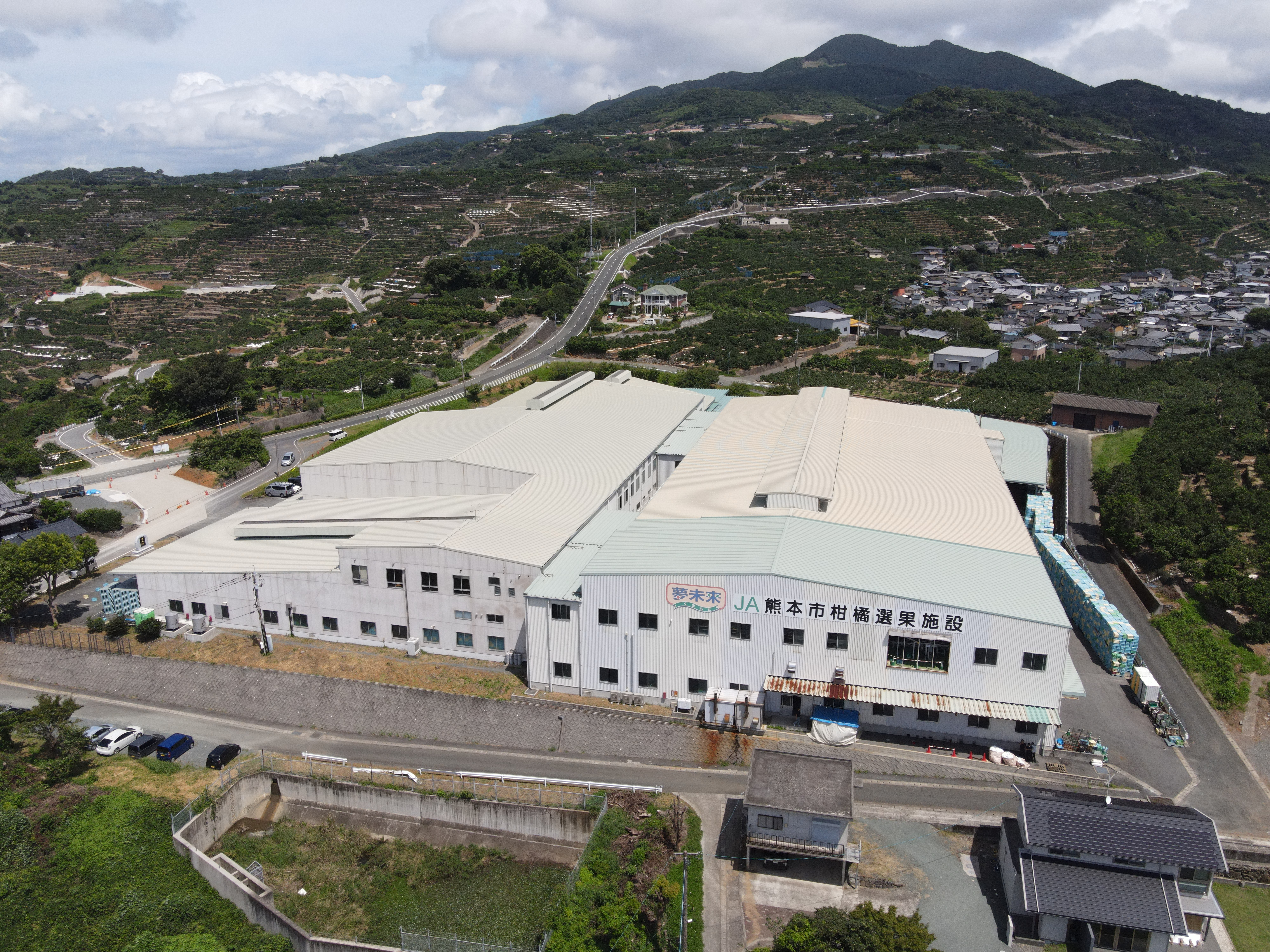
柑橘選果場の上空写真

柑橘の選果場も平成８年と１２年度に整備を行い、管内４箇所(河内町内３地区、熊本市内１地区)に分散していた選果施設を統合して新たな選果場を建設した。平成２２年度には次世代型選果機を導入、令和３年度には、近年流通の課題である、トラックドライバー不足を補う為、パレット総出荷システムを構築、またAI搭載外観センサー選別などを取り入れ、精度の高い選果選別が可能になった。